# Троды плудов
«Троды́ плудо́в» — дебютный студийный альбом российской рок-группы «Несчастный случай», вышедший в 1994 году. К тому времени группа существовала уже более 10 лет. И первый альбом представлял собой «черновик», в который вошли лучшие песни за 1980-е и 1990-е годы.
Название является анаграммой словосочетания «Плоды трудов». Продюсировали альбом Алексей Кортнев и Валдис Пельш, тогда ещё участник группы. Аранжировщиком стал клавишник Сергей Чекрыжов.

## Список композиций
Музыка и слова песен, кроме последней, — Алексей Кортнев.
Песни исполняют Алексей Кортнев, Павел Мордюков, Сергей Чекрыжов и Валдис Пельш.
| №   | Название                                                                                                   | Длительность |
| --- | --- | ------------ |
| 1.  | «Армагеддон»                                                                                               | 4:01         |
| 2.  | «Ouh, baby!»                                                                                               | 3:09         |
| 3.  | «ЦПКиО» | 3:50         |
| 4.  | «16:45 (Без четверти пять)»                                                                                | 2:59         |
| 5.  | «Hey, boy!»                                                                                                | 4:31         |
| 6.  | «Аркадий»                                                                                                  | 2:32         |
| 7.  | «Радио» | 3:21         |
| 8.  | «Собачий вальс»                                                                                            | 7:08         |
| 9.  | «Запах пива»                                                                                               | 4:02         |
| 10. | «Инвалиды любви»                                                                                           | 5:09         |
| 11. | «Прекрасная леди»                                                                                          | 3:36         |
| 12. | «Уголочек неба»                                                                                            | 4:52         |
| 13. | «Снег идёт»                                                                                                | 5:13         |
| 14. | «Машенька (бонус)»                                                                                         | 3:32         |
| 15. | «Мельник (бонус)» (из вокального цикла «Прекрасная мельничиха» Франца Шуберта на слова Вильгельма Мюллера) | 3:40         |

## Участники записи
- Алексей Кортнев — вокал, акустическая гитара, доп.электрогитара
- Валдис Пельш — бэк-вокал, вокал (10)
- Павел Мордюков — вокал (9), саксофон, акустическая гитара (4)
- Сергей Чекрыжов — вокал (2), клавишные
- Андрей Гуваков — бас-гитара
- Дмитрий Морозов — ударные
- Вадим Сорокин — ударные (2, 4, 7, 9, 12)[1]
- Игорь Дегтярев — гитара (10)
- Александр Солич — бас-гитара (9)
- Евгений Лепницкий — гобой (13)

На 5 песен этого альбома были сняты клипы. После выпуска альбома группа была приглашена в телепередачи «Взгляд» и «50 на 50».
Строчки «Абба, абба иц мир гешем микхмар иц мир лайла» не имеют перевода. Это подражание ивриту.
И я у него стащил русско-еврейский разговорник, потому что мне очень хотелось, чтобы в песне «Армагеддон» прозвучал иврит ‹...› И вот я напихал в неё каких-то идиотских слов, но потом, когда мы на очередной свой юбилей решили эту песню спеть, она [Ирина Богушевская] сказала: «Я не могу такую чушь петь» ‹...› Мы же все знаем, что там звучат слова «корыто», «чайник», «я пошёл» и так далее.Алексей Кортнев в передаче «Квартирник у Маргулиса»